# Villers-Saint-Sépulcre

Villers-Saint-Sépulcre este o comună în departamentul Oise, Franța. În 1 ianuarie 2022 avea o populație de 981 de locuitori.